# Odpadki v vesolju
Odpadki v vesolju oz. vesoljski odpadki, tudi odpadki v tirnici, so neuporabni delci, ki se nahajajo v vesolju okrog Zemlje. Po navadi gre za porabljene raketne stopnje, stare satelite, delce, ki so se odlomili od satelitov, in drugo. Orbitalni odpadki lahko trčijo z operativnimi sateliti, jih poškodujejo ali pa povsem uničijo.
Odpadki v nizkozemeljski orbiti po navadi hitro izgubijo orbitalne parametre, vstopijo v atmosfero in zgorijo. Odpadki v geostacionarni orbiti precej bolj dolgoživi. Zato pri teh satelitih po koncu življenjske dobe včasih uporabijo majhne raketne motorje, da jih prestavijo v »parkirno« tirnico, kjer ne ovirajo delujočih satelitov.
Leta 2009 sta v nizkozemeljski tirnici na višini 793 km trčila satelita Iridium 33 in Kosmos 2251. Oba satelita sta bila uničena, pri tem se je sprostilo veliko manjših delcev.